# Serghei Cleșcenco
Serghei Cleșcenco, né le 20 mai 1973 à Criuleni en Moldavie, est un footballeur moldave, devenu entraîneur à l'issue de sa carrière, qui évoluait au poste d'attaquant. 
Il compte 69 sélections et 11 buts en équipe nationale entre 1991 et 2006.

## Biographie

### Carrière de joueur
Il dispute deux matchs en Ligue des champions, 20 matchs en Coupe de l'UEFA, pour 2 buts inscrits.

### Carrière internationale
Serghei Cleșcenco compte 69 sélections et 11 buts avec l'équipe de Moldavie entre 1991 et 2006. 
Il est convoqué pour la première fois par le sélectionneur national Ion Caras pour un match amical contre la Géorgie le 2 juillet 1991 (défaite 4-2). Par la suite, le 2 septembre 1994, il inscrit son seul doublé en sélection contre l'Azerbaïdjan, lors d'un match amical (victoire 2-1). Il reçoit sa dernière sélection le 7 octobre 2006 contre la Bosnie-Herzégovine (2-2).

## Palmarès

### Joueur
- Avec le Zimbru Chișinău :
  - Champion de Moldavie en 1992, 1993, 1994, 1995, 1996 et 1998
  - Vainqueur de la Coupe de Moldavie en 1998

- Avec le Maccabi Haïfa :
  - Champion d'Israël en 2001

- Avec l'Hapoël Tel-Aviv :
  - Vainqueur de la Coupe de la Ligue en 2002

### Entraîneur
- Avec le Milsami Orhei :
  - Vainqueur de la Coupe de Moldavie en 2012

### Distinctions personnelles
- Meilleur buteur du Championnat de Moldavie de football en 1998 (25 buts)
- Footballeur moldave de l'année en 1994 et 2000